# Chris Therien
Christopher Bowie "Chris" Therien, född 14 december 1971, är en kanadensisk före detta professionell ishockeyspelare som tillbringade tolv säsonger i den nordamerikanska ishockeyligan National Hockey League (NHL), där han spelade för ishockeyorganisationerna Philadelphia Flyers och Dallas Stars. Han producerade 159 poäng (29 mål och 130 assists) samt drog på sig 585 utvisningsminuter på 764 grundspelsmatcher. Han spelade också på lägre nivåer för Hershey Bears och Philadelphia Phantoms i American Hockey League (AHL och Providence Friars (Providence College) i National Collegiate Athletic Association (NCAA).
Therien draftades i tredje rundan i 1990 års draft av Philadelphia Flyers som 47:e spelaren totalt.

## Statistik
| Källa: Utv = Utvisningsminuter | Källa: Utv = Utvisningsminuter                       | Källa: Utv = Utvisningsminuter                       |                                                      | Grundserie                                           | Grundserie                                           | Grundserie                                           | Grundserie                                           | Grundserie                                           |                                                      | Slutspel                                             | Slutspel                                             | Slutspel                                             | Slutspel                                             | Slutspel                                             |
| Säsong                         | Lag                                                  | Liga                                                 | Matcher                                              | Mål                                                  | Assist                                               | Poäng                                                | Utv                                                  | Matcher                                              | Mål                                                  | Assist                                               | Poäng                                                | Utv                                                  |                                                      |                                                      |
| ------------------------------ | ---------------------------------------------------- | ---------------------------------------------------- | ---------------------------------------------------- | ---------------------------------------------------- | ---------------------------------------------------- | ---------------------------------------------------- | ---------------------------------------------------- | ---------------------------------------------------- | ---------------------------------------------------- | ---------------------------------------------------- | ---------------------------------------------------- | ---------------------------------------------------- | ---------------------------------------------------- | ---------------------------------------------------- |
| 1988–1989                      | Ottawa Jr. Senators                                  | CJHL                                                 | 8                                                    | 3                                                    | 1                                                    | 4                                                    | 22                                                   | —                                                    | —                                                    | —                                                    | —                                                    | —                                                    |                                                      |                                                      |
| 1989–1990                      | Ottawa Jr. Senators                                  | CJHL                                                 | 3                                                    | 0                                                    | 2                                                    | 2                                                    | 2                                                    | —                                                    | —                                                    | —                                                    | —                                                    | —                                                    |                                                      |                                                      |
|                                | Northwood School Prep                                |                                                      | 31                                                   | 35                                                   | 37                                                   | 72                                                   | 54                                                   | —                                                    | —                                                    | —                                                    | —                                                    | —                                                    |                                                      |                                                      |
| 1990–1991                      | Providence Friars                                    | NCAA                                                 | 36                                                   | 4                                                    | 18                                                   | 22                                                   | 36                                                   | —                                                    | —                                                    | —                                                    | —                                                    | —                                                    |                                                      |                                                      |
| 1991–1992                      | Providence Friars                                    | NCAA                                                 | 36                                                   | 16                                                   | 25                                                   | 41                                                   | 38                                                   | —                                                    | —                                                    | —                                                    | —                                                    | —                                                    |                                                      |                                                      |
| 1992–1993                      | Providence Friars                                    | NCAA                                                 | 33                                                   | 8                                                    | 11                                                   | 19                                                   | 52                                                   | —                                                    | —                                                    | —                                                    | —                                                    | —                                                    |                                                      |                                                      |
| 1993–1994                      | Hershey Bears                                        | AHL                                                  | 6                                                    | 0                                                    | 0                                                    | 0                                                    | 2                                                    | —                                                    | —                                                    | —                                                    | —                                                    | —                                                    |                                                      |                                                      |
| 1994–1995                      | Philadelphia Flyers                                  | NHL                                                  | 48                                                   | 3                                                    | 10                                                   | 13                                                   | 38                                                   | 15                                                   | 0                                                    | 0                                                    | 0                                                    | 10                                                   |                                                      |                                                      |
|                                | Hershey Bears                                        | AHL                                                  | 34                                                   | 3                                                    | 13                                                   | 16                                                   | 27                                                   | —                                                    | —                                                    | —                                                    | —                                                    | —                                                    |                                                      |                                                      |
| 1995–1996                      | Philadelphia Flyers                                  | NHL                                                  | 82                                                   | 6                                                    | 17                                                   | 23                                                   | 89                                                   | 12                                                   | 0                                                    | 0                                                    | 0                                                    | 18                                                   |                                                      |                                                      |
| 1996–1997                      | Philadelphia Flyers                                  | NHL                                                  | 71                                                   | 2                                                    | 22                                                   | 24                                                   | 64                                                   | 19                                                   | 1                                                    | 6                                                    | 7                                                    | 6                                                    |                                                      |                                                      |
| 1997–1998                      | Philadelphia Flyers                                  | NHL                                                  | 78                                                   | 3                                                    | 16                                                   | 19                                                   | 80                                                   | 5                                                    | 0                                                    | 1                                                    | 1                                                    | 4                                                    |                                                      |                                                      |
| 1998–1999                      | Philadelphia Flyers                                  | NHL                                                  | 74                                                   | 3                                                    | 15                                                   | 18                                                   | 48                                                   | 6                                                    | 0                                                    | 0                                                    | 0                                                    | 6                                                    |                                                      |                                                      |
| 1999–2000                      | Philadelphia Flyers                                  | NHL                                                  | 80                                                   | 4                                                    | 9                                                    | 13                                                   | 66                                                   | 18                                                   | 0                                                    | 1                                                    | 1                                                    | 12                                                   |                                                      |                                                      |
| 2000–2001                      | Philadelphia Flyers                                  | NHL                                                  | 73                                                   | 2                                                    | 12                                                   | 14                                                   | 48                                                   | 6                                                    | 1                                                    | 0                                                    | 1                                                    | 8                                                    |                                                      |                                                      |
| 2001–2002                      | Philadelphia Flyers                                  | NHL                                                  | 77                                                   | 4                                                    | 10                                                   | 14                                                   | 30                                                   | 5                                                    | 0                                                    | 0                                                    | 0                                                    | 2                                                    |                                                      |                                                      |
| 2002–2003                      | Philadelphia Flyers                                  | NHL                                                  | 67                                                   | 1                                                    | 6                                                    | 7                                                    | 36                                                   | 13                                                   | 0                                                    | 2                                                    | 2                                                    | 2                                                    |                                                      |                                                      |
| 2003–2004                      | Philadelphia Flyers                                  | NHL                                                  | 56                                                   | 1                                                    | 9                                                    | 10                                                   | 50                                                   | —                                                    | —                                                    | —                                                    | —                                                    | —                                                    |                                                      |                                                      |
|                                | Philadelphia Phantoms                                | AHL                                                  | 2                                                    | 0                                                    | 0                                                    | 0                                                    | 0                                                    | —                                                    | —                                                    | —                                                    | —                                                    | —                                                    |                                                      |                                                      |
|                                | Dallas Stars                                         | NHL                                                  | 11                                                   | 0                                                    | 0                                                    | 0                                                    | 2                                                    | 5                                                    | 2                                                    | 0                                                    | 2                                                    | 0                                                    |                                                      |                                                      |
| 2004–2005                      | Spelade ej på grund av lockout mellan NHL och NHLPA. | Spelade ej på grund av lockout mellan NHL och NHLPA. | Spelade ej på grund av lockout mellan NHL och NHLPA. | Spelade ej på grund av lockout mellan NHL och NHLPA. | Spelade ej på grund av lockout mellan NHL och NHLPA. | Spelade ej på grund av lockout mellan NHL och NHLPA. | Spelade ej på grund av lockout mellan NHL och NHLPA. | Spelade ej på grund av lockout mellan NHL och NHLPA. | Spelade ej på grund av lockout mellan NHL och NHLPA. | Spelade ej på grund av lockout mellan NHL och NHLPA. | Spelade ej på grund av lockout mellan NHL och NHLPA. | Spelade ej på grund av lockout mellan NHL och NHLPA. | Spelade ej på grund av lockout mellan NHL och NHLPA. | Spelade ej på grund av lockout mellan NHL och NHLPA. |
| 2005–2006                      | Philadelphia Flyers                                  | NHL                                                  | 47                                                   | 0                                                    | 4                                                    | 4                                                    | 34                                                   | —                                                    | —                                                    | —                                                    | —                                                    | —                                                    |                                                      |                                                      |
| NHL totalt                     | NHL totalt                                           | NHL totalt                                           | 764                                                  | 29                                                   | 130                                                  | 159                                                  | 585                                                  | 104                                                  | 4                                                    | 10                                                   | 14                                                   | 68                                                   |                                                      |                                                      |
| AHL totalt                     | AHL totalt                                           | AHL totalt                                           | 42                                                   | 3                                                    | 13                                                   | 16                                                   | 29                                                   | —                                                    | —                                                    | —                                                    | —                                                    | —                                                    |                                                      |                                                      |
| NCAA totalt                    | NCAA totalt                                          | NCAA totalt                                          | 105                                                  | 28                                                   | 54                                                   | 82                                                   | 126                                                  | —                                                    | —                                                    | —                                                    | —                                                    | —                                                    |                                                      |                                                      |